# Milo (televisieserie)
Milo is de zesde Vlaamse telenovelle van VTM, na Sara, LouisLouise, David, Ella en Lisa.
De reeks startte op 5 januari 2024, er werden 300 afleveringen aangekondigd. De eerste draaidag was op 4 juli 2023.

## Productie
De serie speelt zich af in Willebroek, met ook heel wat prominente shots van Willebroek verweven in de afleveringen, inclusief heel wat beelden van de Vredesbrug. De gemeente betaalde voor deze citymarketing 150.000 euro. De opnames startten in juli 2023. Deze gebeurden in de sets van de TV Bastards studio's van Media Park Development in Boortmeerbeek, met buitenopnames op verschillende locaties in Willebroek. De buitenbeelden van de popacademie Kosmos uit de televisieserie tonen de voormalige brouwerij De Ster (1810-1959) in de Torenstraat, later gebruikt als cultureel centrum CC De Ster (1997-2014).
De serie wordt gemaakt door Heartmade Media en regie is in handen van Gert-Jan Booy, Breyten Van Der Donck, Carolien de Kock, Mathijs Dekyvere en Josse De Maesschalck.

## Verhaal
Milo is een jonge vrouw in de bloei van haar leven met een ambitieus doel: haar toekomst wijden aan zang en muziek. Helaas staat haar directe omgeving niet te juichen voor deze droom. Door haar beladen verleden voelt ze zich gedwongen haar talent te verbergen, en slechts door middel van leugens en omwegen kan ze haar diepste wens nastreven. Eén van deze omwegen leidt haar naar een baan bij Kosmos, waar gerenommeerde popartiesten hun opleiding hebben genoten. Hier belandt ze in een complexe situatie, waarin ze ontdekt dat ze niet de enige is die geheimen met zich meedraagt.

## Afleveringen
Onderstaande tabel toont de uitgezonden afleveringen.
| Seizoen | Uitzenddata                     | Uitzendschema                              | Afleveringen- nummers | Aantal afleveringen |
| ------- | ------------------------------- | ------------------------------------------ | --------------------- | ------------------- |
| 1       | 5 januari 2024 - 21 juni 2024   | Maandag tot en met donderdag (4 afl./week) | 1 - 99                | 99                  |
| 2       | 2 september 2024 - 19 juni 2025 | Maandag tot en met donderdag (4 afl./week) | 100 - 267             | 168                 |
| 3       | 1 september 2025 -              | Maandag tot en met donderdag (4 afl./week) | 268 -                 |                     |

## Rolbezetting[4]

### Hoofdrollen

#### Huidige hoofdrollen
| Acteur                    | Personage                   | Seizoen | Afleveringen        | Opmerkingen |
| ------------------------- | --------------------------- | ------- | ------------------- | --- |
| Camille Dhont             | Milo Van Belle              | 1-      | 1 - heden           | Dochter van Pol en kleindochter van Alice. Studente bij Kosmos, waar ze ook werkzaam is in de cafétaria. Was lid van de groep 'No Direction'.                      |
| Mathias Mesmans           | Liam Somers                 | 1-      | 1 - heden           | Zoon van Johan en Hilde, broer van Lou. Ex-partner van Fran. Werkzaam als zanger en docent bij Kosmos.                                                             |
| Karen Damen               | Maud Torres                 | 1-      | 1 - heden           | Moeder van Robyn en Victorine. |
| Sieg De Doncker           | Lou Somers                  | 1-      | 1 - heden           | Zoon van Johan en Hilde, broer van Liam. Werkzaam als inspecteur bij de politie.                                                                                   |
| Katelijne Verbeke         | Alice Van Belle             | 1-      | 1 - heden           | Grootmoeder van Milo, moeder van Pol. Was werkzaam in de bakkerij.                                                                                                 |
| Mathijs Scheepers         | Pol Van Belle               | 1-      | 1 - heden           | Vader van Milo, zoon van Alice. Partner van Nora. Eigenaar van de bakkerij waar hij ook werkzaam is.                                                               |
| Antje De Rop              | Robyn Torres                | 1-      | 1 - heden           | Dochter van Maud, tweelingzus van Victorine. Ex-partner van Otis. Studente bij Kosmos.                                                                             |
| Luka De Baets             | Victorine Torres            | 1-      | 1 - heden           | Dochter van Maud, tweelingzus van Robyn. Partner van Jasmine, ex-partner van Otis. Studente bij Kosmos. Vormt samen met Sofia en Jasmien, de groep 'No Direction'. |
| Dries Vanhegen            | Johan Somers                | 1-      | 1 - heden           | Ex-man van Hilde, vader van Lou en Liam. Werkzaam als directeur bij Kosmos.                                                                                        |
| Karlijn Sileghem          | Hilde Somers                | 1-      | 1 - heden           | Ex-partner van Johan, ex-partner van Koen. Moeder van Lou en Liam. Werkzaam als onderdirecteur bij Kosmos.                                                         |
| Line De Dauw              | Jasmien Eeckhout            | 1-      | 45 - 47, 93 - heden | Studente bij Kosmos, danst samen met twee vriendinnen in het groepje 'Spotlight'. Vervangt Milo bij 'No Direction'. Partner van Victorine.                         |
| Juan Gerlo                | Aron Deruwe                 | 1-      | 1 - heden           | Partner van Fran. Manager van Liam en Fran. Werkzaam bij Kosmos als docent Management.                                                                             |
| Laetitia Janssens         | Fran Cools                  | 1-      | 1 - heden           | Partner van Aron, ex-partner van Liam. Werkzaam als zangeres en als zangdocente bij Kosmos.                                                                        |
| Elise Bundervoet          | Nora (Eleonora/Elly) Becker | 1-      | 1 - heden           | Partner van Pol. Werkzaam in de bakkerij. Was werkzaam in de cafétaria van Kosmos. Ex-undercoveragente.                                                            |
| Emanoel Nascimento Borges | Jesse Stevens               | 1-      | 1 - heden           | Werkzaam als chef techniek op Kosmos. Manager van Milo. |
| Evelyne Chen              | Sofia Mendes                | 1-      | 1 - heden           | Studente bij Kosmos. Vormt samen met Victorine en Jasmien, de groep 'No Direction'.                                                                                |
| Héritier Tipo             | Otis Verhelst               | 1-      | 1 - heden           | Student bij Kosmos. Ex-partner van Robyn, ex-partner van Victorine. Werkzaam als barman in De Studio. Was lid van de groep 'No Direction'.                         |

#### Vorige hoofdrollen
| Acteur       | Personage      | Seizoen | Afleveringen      | Opmerkingen |
| ------------ | -------------- | ------- | ----------------- | --- |
| Tom Dingenen | Koen Kerremans | 1-2     | 1 - 99, 114 - 117 | Ex-vriend van Hilde, leidde een dubbelleven. Was werkzaam als docent bij Kosmos. Einde: na achtervolging met Hilde gevallen en overleden in het ziekenhuis. |

### Gastrollen
| Acteur              | Personage                  | Rol                                                                                            | Seizoen | Aantal afl. | Extra info                                                                                 |
| ------------------- | -------------------------- | ---------------------------------------------------------------------------------------------- | ------- | ----------- | ------------------------------------------------------------------------------------------ |
| Aster Nzeyimana     | Presentator                | Presentator van De vrijgezel                                                                   | 1, 2    | 3           |                                                                                            |
| Sid Van Oerle       | Sander                     | Collega en beste vriend van Lou                                                                | 1-2     | 100         |                                                                                            |
| Amy Indjai          | Lotte Delforge             | Journaliste                                                                                    | 1-2     | 24          |                                                                                            |
| Nayat Sari          | Jenny                      | Medewerkster van platenfirma                                                                   | 1-2     | 11          |                                                                                            |
| Elias Vandenbroucke | Stef Van Harendonck        | Voormalig docent Media en Ethiek                                                               | 1       | 18          | Nam ontslag om een relatie te kunnen beginnen met Sofia, maar liet haar uiteindelijk staan |
| Nele Bauwens        |                            | Vriendin van Hilde                                                                             | 1       | 1           |                                                                                            |
| Femke Heijens       | Sabine De Maesschalk       | Thuisverpleegster van Alice                                                                    | 1       | 10          |                                                                                            |
| Peter Van Asbroeck  | Frederiek De Vries         | Baas van De Vries & Co                                                                         | 1       | 10          |                                                                                            |
| Lennart Lemmens     | Jimmy Witthoek             | Ex-officemanager bij De Vries & Co, ontslagen na verschillende klachten                        | 1       | 11          | Oud-studiegenoot van Milo                                                                  |
| Gunter Reniers      | Patrick                    | Vervanger van Milo in de cafétaria van Kosmos                                                  | 1       | 3           | Ontslagen wanneer Milo terugkeert                                                          |
| Bianca Vanhaverbeke | Martine                    | Werknemer bij De Vries & Co                                                                    | 1       | 4           | Vriendin van Kathleen (Milo's voorganger bij De Vries & Co)                                |
| Tristan Versteven   | Inspecteur Stevens         | Veiligheidsinspecteur                                                                          | 1       | 1           |                                                                                            |
| Pieter Casteleyn    | Stuart                     | Koper van Fran op de veiling                                                                   | 1       | 3           | Liet haar straf schrijven nadat ze hem had laten staan na een optreden                     |
| Dirk Lavrysen       | Didier                     | Koper van Liam op de veiling                                                                   | 1       | 3           | Regelde het als verrassing voor zijn zieke vrouw Lydia                                     |
| Stef Vanlee         | Dokter Stevens             |                                                                                                | 1       | 3           |                                                                                            |
| Céline Verbeeck     | Kato Muschoot              | Jurylid voor de preselecties en ex-vriendin van Aron                                           | 1       | 8           |                                                                                            |
| Karl Ferlin         | Jan                        | Vaste klant in de bakkerij                                                                     | 1       | 2           |                                                                                            |
| Free Souffriau      | Julie d'Hooghe-Van Belle   | Moeder van Milo, ex-vrouw van Pol.                                                             | 1, 2    | 4           |                                                                                            |
| Lennaert Maes       | Geert Palinck              | Oude kennis van Nora die vermoord wordt                                                        | 1       | 2           |                                                                                            |
| Steffi Mercie       | Emily Duchateau            | Populaire influencer, deed zich voor als studente op Kosmos voor een sociaal experiment        | 1       | 15          | Ontwikkelde een depressie na een zware gokverslaving                                       |
| Ian Thomas          | Pieter Decaluwé            | Deed zich voor als manager van Emily, nieuwe docent Media en Ethiek                            | 1       | 7           |                                                                                            |
| Jaydee Hill         | Pepijn                     | Leerjongen in de bakkerij                                                                      | 1       | 6           | Was verliefd op Milo waardoor hij fouten maakte en ontslag nam                             |
| Camilia Blereau     | Linda                      | Vriendin van Alice die Pepijn vervangt in de bakkerij                                          | 1       | 6           | Nam ontslag nadat Pol haar verbood dingen gratis te geven                                  |
| Xavier Baeyens      | Gijs ('De Hollander')      | Lid van een bende mensensmokkelaars die Nora vroeger op het spoor was                          | 1       | 2           |                                                                                            |
| Stef Poelmans       | Rik                        | Zoon van Nora, die jarenlang ontvoerd was door mensensmokkelaars                               | 1, 2    | 7           | Verdween toen hij twee jaar oud was                                                        |
| Haluk Küçük         |                            | Hacker die het schoolsysteem en verschillende gsm's van studenten hackte                       | 1       | 2           |                                                                                            |
| Silvio Migliore     | Simon                      | Personal shopper van Fran die Liam voor haar inhuurde                                          | 2       | 3           |                                                                                            |
| Hans De Munter      | Georges Torres             | Partner van Alice. Vader van Maud, grootvader van Robyn en Victorine.                          | 2       | 55          | Medebewoner van het woonzorgcentrum                                                        |
| Ann Van den Broeck  | Andrea Verbanck            | Inspectrice die Kosmos doorlichtte, wordt uiteindelijk de nieuwe vriendin van Johan            | 2       | 21          |                                                                                            |
| Antony Arandia      | Jayden                     | Werknemer bij Soundwave                                                                        | 2       | 3           | Blijkt een oplichter te zijn in een bende en wordt gearresteerd                            |
| Erika Van Tielen    | Roxanne Rasschaert         | De echte vriendin van Koen tot zijn dood. Tijdelijke administratieve hulp bij Kosmos.          | 2       | 42          | Is net zoals Koen, uit op de diamanten van Hilde                                           |
| Vincent Fierens     | Radiopresentator           | Zocht samen met luisteraars naar de backing vocal van Liam                                     | 2       | 2           | Enkel zijn stem is te horen                                                                |
| Metejoor            | Zichzelf                   | Tijdelijke zangdocent op Kosmos, als vervanging voor Fran                                      | 2       | 5           | Een versie van zichzelf                                                                    |
| Jessy Yakisikli     | Aïcha                      | Studente op Kosmos                                                                             | 2       | 31          |                                                                                            |
| Lotte Heijtenis     | Kimberley Baetens          | Ex-vriendin van Koen, zat in een gesloten instelling. Verving Milo in de cafétaria van Kosmos. | 2       | 30          | Vertrekt naar een nicht in het buitenland nadat het haar te veel wordt.                    |
| Zakaria Ridouani    | Angelo De Meyer            | Ex-gedetineerde die assistent-technieker van Jesse wordt. Vriendje van Sofia.                  | 2       | 57          | Begint nieuw leven in Italië nadat hij zijn dood in scène zette na een undercoveroperatie. |
| Cédric Galle        | Nico Goovaerts             | Vriend van Angelo, lid van een criminele bende                                                 | 2       | 18          |                                                                                            |
| Milan Meert         | Theo                       | Vriend van Angelo, lid van een criminele bende                                                 | 2       | 13          | Sterft wanneer hij neergeschoten wordt tijdens een overval op een juwelier                 |
| Astrid Cattel       | Monique van Diem           | Organisatrice van Europop, moeder van Sjoerd.                                                  | 2       | 10          |                                                                                            |
| Thomas Smith        | Yves Dhaenens              | Agent bij de federale politie                                                                  | 2       | 15          |                                                                                            |
| Sem van der Hijden  | Sjoerd van Diem            | Zoon van Monique, vertegenwoordigt Nederland bij Europop.                                      | 2       | 19          |                                                                                            |
| Ludo Hellinx        | Decorte                    | Hoofdinspecteur bij de politie                                                                 | 2       | 3           |                                                                                            |
| Maarten Vancoillie  | Radiopresentator           |                                                                                                | 2       | 2           | Enkel zijn stem is te horen                                                                |
| Miguel Wiels        | Zichzelf                   | Werkzaam als docent Muziekcompositie op Kosmos.                                                | 2       | 16          |                                                                                            |
| Daisy Van Praet     | Stavros                    | Grote schakel van een criminele bende.                                                         | 2       | 6           |                                                                                            |
| Thomas Van Achteren | Renaat De Neve             | Vervangt Kim in de cafétaria van Kosmos.                                                       | 2       | 10          | Blijkt de stalker van Fran te zijn, die haar en Liam meerdere keren bedreigde.             |
| Lucas Tavernier     | Rafaël De Moor             | Bekende choreograaf. Verloofde van Hilde, ex-liefdesrivaal van Johan.                          | 2       | 26          |                                                                                            |
| Danny Bouman        | Nyo                        | Vervanger van Renaat in de cafétaria van Kosmos.                                               | 2       | 4           |                                                                                            |
| Marnik Willems      | Erik 'Stanny' Vanden Eynde | Oude vriend van Julie                                                                          | 2       | 1           |                                                                                            |
|                     | Zelma Verhelst             | Zus van Otis                                                                                   | 2       | 1           |                                                                                            |
| Begir Memeti        | Pablo Navaro               | Vader van Robyn en Victorine, ex-partner van Maud.                                             | 2       | 7           |                                                                                            |
| Kristof Verhassel   | Jan                        | Kidnapper van Milo                                                                             | 2       | 3           |                                                                                            |
| Aaron De Groeve     | Noah De Lau                | Afdelingshoofd fictie bij Standaard Uitgeverij, baas van Hilde.                                | 2       | 5           |                                                                                            |

## Discografie

### Albums
| Album met hitnotering(en) in de Vlaamse Ultratop 200 albums | Datum van verschijnen | Datum van binnenkomst | Hoogste positie | Aantal weken | Opmerkingen |
| ----------------------------------------------------------- | --------------------- | --------------------- | --------------- | ------------ | ----------- |
| Muziek Seizoen 1                                            | 21 juni 2024          | 29 juni 2024          | 2 (1wk)         | 32           |             |
| Muziek Seizoen 1 & 2                                        | 6 december 2024       | 14 december 2024      | 5 (1wk)         | 9*           |             |
| Muziek Seizoen 2                                            | 6 december 2024       | 4 januari 2025        | 69              | 3            |             |